# Arno Zauche

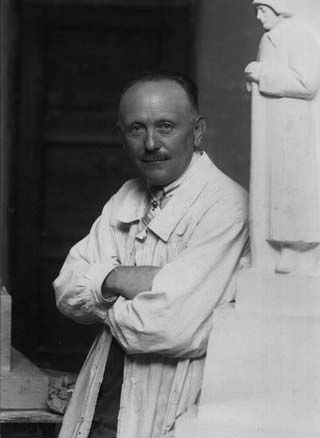
Arno Zauche, 1935

Arno Oswald Zauche (* 1. Juni 1875 in Weimar; † 29. Mai 1941 in Weimar) war ein deutscher Bildhauer und Porzellan-Modelleur.
Zauche studierte an der Stuttgarter Kunstakademie bei Adolf von Donndorf und ist somit der Weimarer Bildhauerschule zuzurechnen. Nach dem Studium arbeitete er zunächst als Assistent in der Werkstatt des Bildhauers Syrius Eberle in München. In der Zeit nach 1913 (nach dem Weggang des Gründers Max Adolf Pfeiffer zur Porzellanmanufaktur Meißen) war Zauche künstlerischer Mitarbeiter der Schwarzburger Werkstätten für Porzellankunst.

## Werke (Auswahl)
- 1903: Lohbrunnen in Sondershausen
- 1905: Brunnenplatte des Herzog-Georg-Brunnens in Dornburg-Camburg (heute im Stadtmuseum)
- 1908: großformatiges Sandsteinrelief Gründung der Universität mit der Göttin Pallas Athene am Hauptgebäude der Friedrich-Schiller-Universität Jena (Supraporte an der Nordwand des kleinen Innenhofs)[1]
- 1910: Froschbrunnen in Weimar
- nach 1910: Stockentenbrunnen im Hof der Luisenschule in Weimar
- 1911–1912: überlebensgroßes Standbild des Fürsten Karl Günther von Schwarzburg-Sondershausen für das Thüringer Landesdenkmal auf dem Langen Berg bei Gehren (architektonische Gestaltung von Richard Klepzig; Standbild 1942 demontiert und später eingeschmolzen)[2][3]
- 1917: General-von-Emmich-Denkmal in Borkum
- um 1922 (nach anderen Angaben 1923): Porzellanfigur Schäferhund, in Serie produziert von den Schwarzburger Werkstätten für Porzellankunst
- 1926: Hirschstatue und Entenfiguren im Park Bergfried in Saalfeld/Saale
- 1927: Kriegerdenkmal des 94er Regiments in Weimar, vor dem Südflügel des Weimarer Stadtschlosses (1949 entfernt)
- 1927: lebensgroße Bronzefigur Hirsch, ausgestellt auf der Deutschen Gartenbau- und Schlesischen Gewerbe-Ausstellung (GUGALI) in Liegnitz auf der Bergerwiese (nur Gußmodell erhalten)[4][5]
Eine identische Figur (Zweitguß?) steht seit Ende der 1920er-Jahre im Park von Gut Schwaighof bei Augsburg.
- vor 1929: Bronzefigur Mädchen auf Muschel
- 1938: Mutter und Kind am Fröbelhaus in Oberweißbach

sowie undatiert:
- Fußballspielergruppe, zuletzt in der Bibliothek der Landesturnanstalt Jena (heute Institut für Sportwissenschaften der Universität)
Die Skulptur wurde im April 1940 auf Antrag des damaligen Institutsdirektors Ernst Herberger einer Metallsammlung zur „Geburtstagsspende des Führers“ übergeben mit der Begründung: „Gegen die rein künstlerische Gestaltung … ist nichts einzuwenden, aber vom sportlichen Gesichtspunkt aus … derart unglücklich dargestellt und zeigen eine völlig irreführende Bewegung.“ Am 12. April vermerkte der zuständige Minister Marschler zwar in den Akten, dass die Fußballspieler im Unterschied zur Figur eines anderen Künstlers am Institut verbleiben sollten. Der weitere Verbleib der Figurengruppe ist jedoch unbekannt, es sind auch keine Abbildungen bekannt.[6]
- Bronzefigur Ente
- Kriegerdenkmal in Weida
- Kriegerdenkmal in Kühndorf
- Lutherrelief für die Stadtkirche St. Georg in Schmalkalden